# 糙叶蓼
糙叶蓼（学名：Polygonum scabrum），又名小早苗蓼，为蓼科蓼属下的一个种。主要分佈於台灣中北部低海拔地區，糙叶蓼的莖上有紅色斑點。葉子為披針形。

## 扩展阅读
- 維基物種上的相關：糙叶蓼